# Мамкулов Еркін Бєйшєналієвич
Еркін Бєйшєналієвич Мамкулов (1955) — киргизький дипломат. Надзвичайний і Повноважний Посол Киргизстану в Україні.

## Біографія
Народився 22 квітня 1955 року в м. Фрунзе Киргизької РСР. У 1977 закінчив Киргизький державний університет, історичний факультет. Кандидат історичних наук(1985).
З 1972 до 1977 — студент історичного факультету Киргизького державного університету.
З 1977 до 1978 — стажист-викладач кафедри нової і новітньої історії Московського державного університету ім. М. В. Ломоносова.
З 1979 до 1989 — Викладач, Старший викладач Киргизького державного університету.
З 1981 до 1984 — аспірант очної аспірантури Киргизького державного університету.
З 1989 — начальник Відділу Міністерства народної освіти Киргизької РСР.
З 1989 до 1991 — Інструктор, консультант, старший консультант ЦК Компартії Киргизстана.
З 1991 до 1992 — Провідний фахівець, Заступник начальника Управління Міністерства народної освіти Киргизької Республіки.
З 1992 до 1993 — Референт Апарата Президента Киргизької Республіки.
З 1993 до 1996 — Завідувач Відділом країн Центральної Азії і Закавказзя, Начальник Управління СНД МЗС Киргизької Республіки.
З 1996 до 1998 — Радник Посольства Киргизької Республіки в США і Канаді.
З 1998 до 2001 — Начальник Управління ООН і міжнародної співпраці в області безпеки МЗС Киргизької Республіки.
З 2001 до 2004 — Начальник Управління СНД МЗС Киргизької Республіки.
З 2004 до 2005 — Заступник міністра закордонних справ Киргизької Республіки.
З 11.11.2005 — 21.12.2010 — Надзвичайний і Повноважний Посол Киргизької Республіки в Україні.
31.01.2006 — вручив вірчі грамоти Й. В. Президентові України панові Віктору Ющенку.
З 07.02.2006 — 21.12.2010 — Надзвичайний і Повноважний Посол Киргизької Республіки в Республіці Молдова за сумісництвом.
12.05.2006 — вручив вірчі грамоти Й. В. Президенту Республіки Молдова пану Володимиру Вороніну.
Дипломатичний ранг «Надзвичайний і Повноважний Посол Киргизької Республіки».